# Operation Emery
Die Operation Emery war eine Serie von 16 US-amerikanischen Kernwaffentests, die 1970 und 1971 auf der Nevada Test Site in Nevada durchgeführt wurde.
Während des Versuches Emery Baneberry wurden etwa 6,7 Millionen Curie (250 Petabecquerel) radioaktiven Materials frei, da Spalten im Untergrund auftraten. Der Pilz stieg in eine Höhe von bis zu 18 000 Fuß auf. An jenem Tag war es windstill, so dass die Wolke lange am Ort verharrte. Die amerikanischen Atomtests wurden danach für sechs Monate ausgesetzt.

## Die einzelnen Tests der Operation Emery
| #  | Bombe                                                  | Datum / Zeit (GMT)          | Testgelände                                         | Testart | Sprengkraft                 | Anmerkungen                                                     |
| -- | ------------------------------------------------------ | --------------------------- | --------------------------------------------------- | ------- | --------------------------- | --------------------------------------------------------------- |
| 1  | Scree-Acajou Scree-Alhambra Scree-Chamois              | 13. Oktober 1970 15:05 Uhr  | Area 9itsx24 Area 9itsz21 Area 9itsz24              | Schacht | <20 kT <20 kT <20 kT        | Simultanzündung verschiedener Bomben in verschiedenen Schächten |
| 2  | Tijeras                                                | 14. Oktober 1970 14:30 Uhr  | Area 7y                                             | Schacht | 20 bis 200 kT               |                                                                 |
| 3  | Truchas-Chacon Truchas-Chamisal Truchas-Rodarte        | 28. Oktober 1970 14:30 Uhr  | Area 3hn Area 3ho Area 3hm                          | Schacht | <20 kT <20 kT <20 kT        | Simultanzündung verschiedener Bomben in verschiedenen Schächten |
| 4  | Abeytas                                                | 5. November 1970 15:00 Uhr  | Area 3gx                                            | Schacht | 20 bis 200 kT               |                                                                 |
| 5  | Penasco                                                | 19. November 1970 15:00 Uhr | Area 3hl                                            | Schacht | <20 kT                      |                                                                 |
| 6  | Carrizozo Corazon                                      | 3. Dezember 1970 15:07 Uhr  | Area 3hr Area 3ha                                   | Schacht | <20 kT <20 kT               | Simultanzündung verschiedener Bomben in verschiedenen Schächten |
| 7  | Artesia                                                | 16. Dezember 1970 16:00 Uhr | Area 7x                                             | Schacht | 20 bis 200 kT               |                                                                 |
| 8  | Avens-Andorre Avens-Alkermes Avens-Asamlte Avens-Cream | 16. Dezember 1970 16:00 Uhr | Area 9itst28 Area 9itsu24 Area 9itsw21 Area 9itsx29 | Schacht | <20 kT <20 kT <20 kT <20 kT | Simultanzündung verschiedener Bomben in verschiedenen Schächten |
| 9  | Canjilon                                               | 16. Dezember 1970 16:00 Uhr | Area 3fq                                            | Schacht | <20 kT                      |                                                                 |
| 10 | Carpetbag                                              | 17. Dezember 1970 16:05 Uhr | Area 2dg                                            | Schacht | 220 kT                      |                                                                 |
| 11 | Baneberry                                              | 18. Dezember 1970 15:30 Uhr | Area 8d                                             | Schacht | 10 kT                       |                                                                 |
| 12 | Embudo                                                 | 16. Juni 1971 14:50 Uhr     | Area 3hd                                            | Schacht | <20 kT                      |                                                                 |
| 13 | Laguna                                                 | 23. Juni 1971 15:30 Uhr     | Area 3fd                                            | Schacht | 20 bis 200 kT               |                                                                 |
| 14 | Dexter                                                 | 23. Juni 1971 14:00 Uhr     | Area 3hs                                            | Schacht | <20 kT                      |                                                                 |
| 15 | Harebell                                               | 24. Juni 1971 14:00 Uhr     | Area 2br                                            | Schacht | 20 bis 200 kT               |                                                                 |
| 16 | Camphor                                                | 29. Juni 1971 18:30 Uhr     | Area 12g.10                                         | Tunnel  | <20 kT                      |                                                                 |